# Discocyrtus heteracanthus
Discocyrtus heteracanthus is een hooiwagen uit de familie Gonyleptidae.